# Lecanophryidae
Famille
Les Lecanophryidae sont une famille de Ciliés de la classe des Gymnostomatea et de l'ordre des Haptorida.

## Étymologie
Le nom de la famille vient du genre type Lecanophrya, composé de lecan- (du grec ancien λεκάνη / lekáni, « cuvette, bassin » lui-même issu de λέκος / lékos, « assiette, écuelle »), et ophrys (du grec ancien οφρύς / ophrýs, « cil, cilium, cilié »), littéralement « cuvette ciliée », en référence à la structure de l'organisme, qui apparait évasé comme une assiette ou une coupe dont les bords sont garnis de cils.

## Description
Selon Igor Dovgal, les membres de Lecanophrya sont des « Suctoriens » ayant un corps en forme de coupe ou aplati latéralement. Ils ont des tentacules capitéss ayant des élargissements basaux, disposés en rangées sur la surface apicale du corps ou en fascicules sur des actinophores. Ils sont pourvus d'une tige.

## Habitat
Les membres de Lecanophrya sont des commensaux des crustacés harpacticoïdes d'eau saumâtre et d'eau douce.

## Liste des genres
Selon GBIF (24 décembre 2022) :
- Lecanophrya Kahl, 1934 nomen nudum remplacé par Lecanophrya Jankowski, 1994[3]
- Lecanophryella Dovgal, 1985

## Systématique
Le nom valide de ce taxon est Lecanophryidae Jankowksi, 1973.
Le World Register of Marine Species (24 décembre 2022) range cette famille dans la classe des Phyllopharyngea et l'ordre des Exogenida, le genre Lecanophrya Jankowski, 1994 (genre type de la présente famille des Lecanophryidae), étant placé dans la très ancienne famille des Podophryidae Haeckel, 1866. 
Jankowski (1980), range les Lecanophryidae dans la classe des Suctoria Claparede Lachmann, 1858 et l’ordre des Exotropida Batisse, 1994.